# Sultanat de Mirifle
El sultanat de Mirifle fou un estat somali, format pel clan dels mirifle. Es va originar al començament del segle xix i va existir fins a la seva incorporació a la Somàlia Italiana el setembre de 1908. Una part (amb la capital) va quedar dins el Jubaland britànic, però va passar a Itàlia el 1925.
La seva capital era Lugh (a la regió de Gedo) a la vora del riu Juba, a la zona on es troben les fronteres d'Etiòpia, Kenya i Somàlia, i estava governat pel sultà del subclan gasaargude del clan sagaal dels mirifle, l'altra gran clan de la confederació de clans Rahanweyn.